# Solanum citrullifolium
Solanum citrullifolium es una especie arbustiva perteneciente a la familia Solanaceae y nativa de América del Norte. 

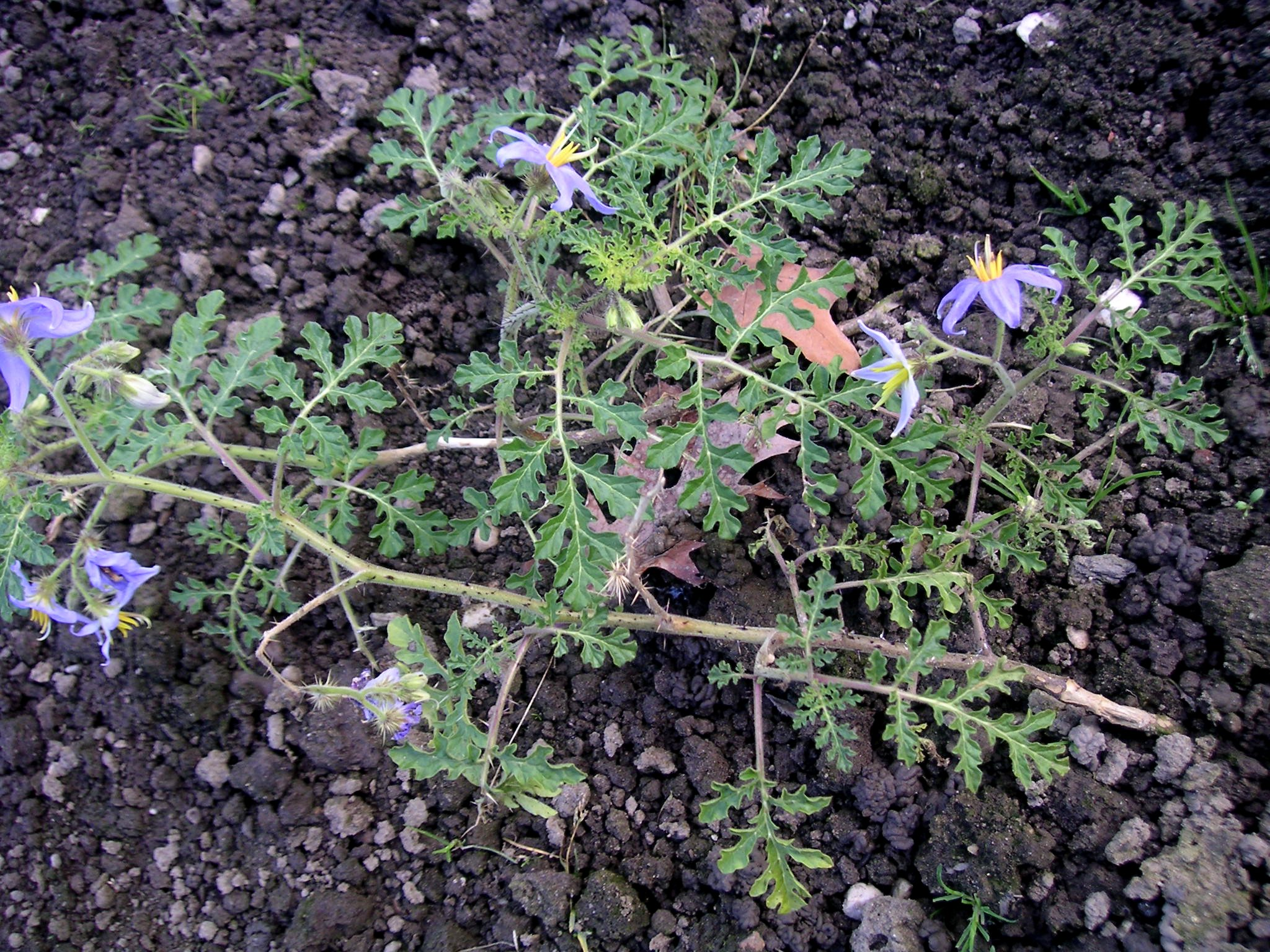
En su hábitat

## Descripción
Se caracteriza por sus tallos blanquecinos y sus flores con forma de estrella de color azul-púrpura. Se la suele utilizar como planta ornamental.

## Distribución
Es originaria de Norteamérica, siendo abundante en los estados del centro y sur de Estados Unidos.

## Taxonomía
Solanum citrullifolium fue descrita por Alexander Karl Heinrich Braun y publicado en Index Sem. (Fribourg) 1849.
Etimología
Solanum: nombre genérico que deriva del vocablo Latíno equivalente al Griego στρνχνος (strychnos) para designar el Solanum nigrum (la "Hierba mora") —y probablemente otras especies del género, incluida la berenjena— , ya empleado por Plinio el Viejo en su Historia naturalis (21, 177 y 27, 132) y, antes, por Aulus Cornelius Celsus en De Re Medica (II, 33). Podría ser relacionado con el Latín sol. -is, "el sol", debido a que la planta sería propia de sitios algo soleados.
citrullifolium: epíteto latino compuesto que significa "con las hojas de Citrullus".